# Резанов, Николай Петрович
Никола́й Петро́вич Реза́нов (28 марта (8 апреля) 1764, Санкт-Петербург — 17 февраля (1 марта) 1807,  Красноярск) — русский дипломат, путешественник, предприниматель. Вместе со своим тестем Григорием Шелиховым стоял у истоков Российско-американской Компании. Один из руководителей первого русского кругосветного плавания. Первый официальный посол России в Японии, составитель одного из первых русско-японских словарей.

## Биография

### Ранние годы
Родился 28 марта (8 апреля) 1764 года в Санкт-Петербурге в бедной семье коллежского советника Петра Гавриловича Резанова (1735 — после 1794) и Александры Гавриловны, дочери генерал-майора Гавриила Афанасьевича Окунева. После его рождения отца назначили председателем гражданской палаты губернского суда в Иркутске.
В детстве получил хорошее домашнее образование, выучил пять иностранных языков. В 1778 году в 14-летнем возрасте поступил на военную артиллерийскую службу. За статность, сноровистость и красоту переведён в Измайловский лейб-гвардии полк. В 1787 году во время поездки императрицы по Крыму Николай участвовал вместе с другими молодыми офицерами гвардии в обеспечении её безопасности; тогда ему было 23 года.
По неизвестной причине оставил военную службу и надолго исчез из окружения императрицы. Поступил асессором в Псковскую палату гражданского суда, где прослужил около пяти лет с жалованьем 300 рублей в год, после чего был переведён в Санкт-Петербургскую казённую палату.
Через некоторое время его вызвали в Петербург и дали место начальника канцелярии у вице-президента Адмиралтейств-коллегии графа Ивана Григорьевича Чернышёва, а затем — экзекутора Адмиралтейств-коллегии; в 1791—1793 годах — правитель канцелярии Гавриила Романовича Державина, кабинет-секретаря Екатерины II.
В 1794 году Резанов по поручению Платона Александровича Зубова отправился в Иркутск. Участвовал в инспекции деятельности компании основателя первых русских поселений в Америке Григория Ивановича Шелихова, на пятнадцатилетней дочери которого — Анне Григорьевне — женился 24 января 1795 года. При этом она получила дворянский титул, а он — хорошее приданое. Через полгода Шелихов умер, и Резанов стал совладельцем его капитала. Сразу после смерти Екатерины II и падения графа Зубова Резанов вернулся в Петербург. Император Павел Петрович принял его хорошо. В 1797 году Резанов был определён в Правительствующий сенат секретарём, а через месяц — обер-секретарём. Ему было поручено составить «Устав о цехах», который был высочайше одобрен. Далее он учредил раскладку поземельного сбора в Петербурге и Москве и получил за эту работу орден Св. Анны 2-й степени и пенсион в 2000 рублей в год. 

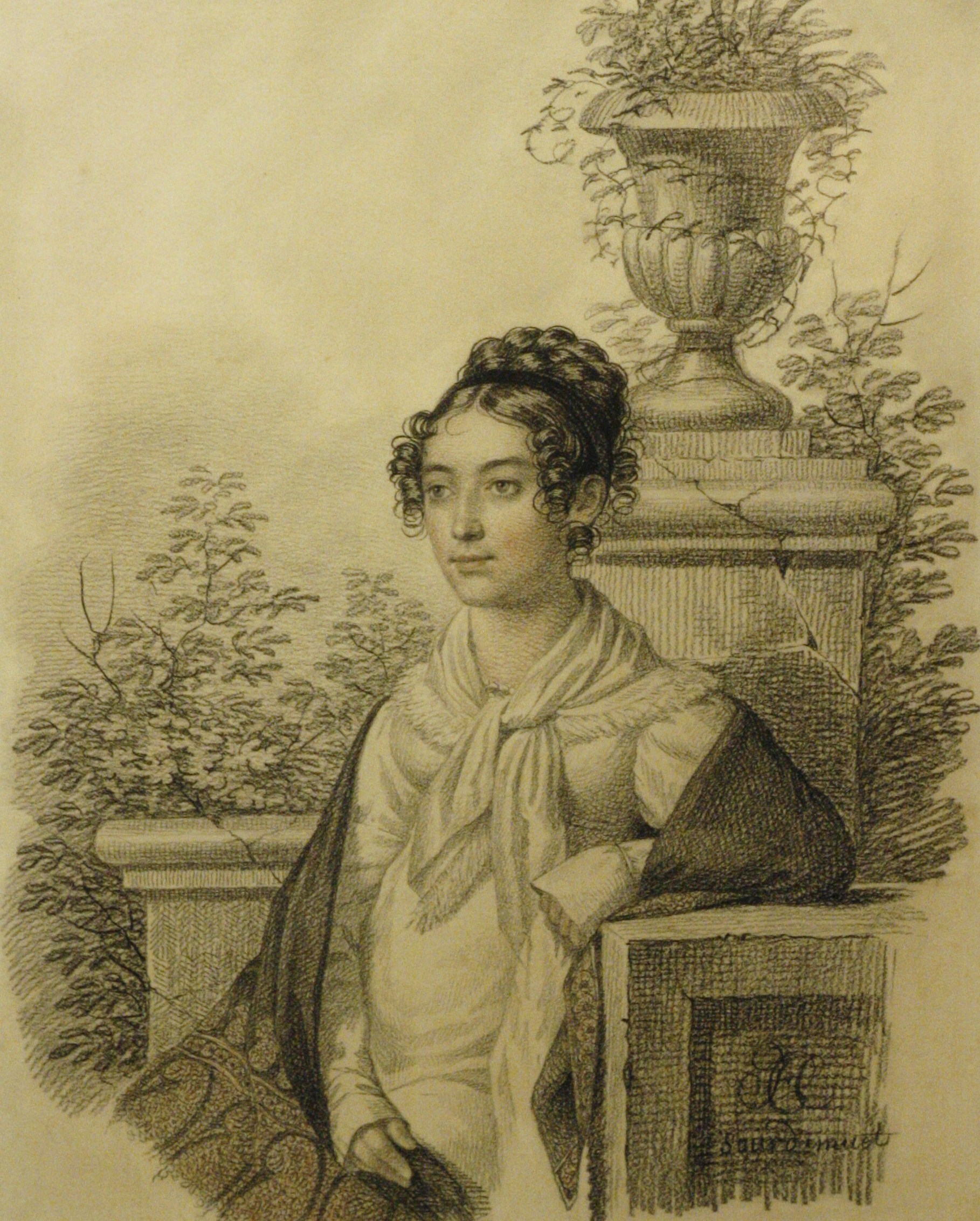
Дочь Ольга Николаевна Кокошкина (1802—1828)

В 1799 году император согласился с просьбой Резанова о создании на основе промыслов покойного Шелихова Российско-американской компании. Представительство этой компании учреждалось в Петербурге, пайщиками стали и члены императорской семьи. Главой компании назначили Резанова. После вступления на престол Александра I Резанов был послан с другими членами Сената в Финляндскую комиссию. 
18 июля 1801 года в семье Резанова родился сын Пётр, а 6 октября 1802 года — дочь Ольга. Через двенадцать дней после рождения дочери жена Резанова умерла от родовой горячки.
20 февраля 1803 года Резанов подал прошение императору об отставке, но Александр I решил назначить его первым российским посланником в Японию для налаживания торговли между странами. Это было достаточно проблематичное поручение, так как Япония в течение последних 150 лет вела политику жёсткого изоляционизма.
Это посольство решено было совместить с первой русской кругосветной экспедицией на кораблях «Надежда» и «Нева» под командованием Ивана Фёдоровича Крузенштерна. Указом императора Резанов наравне с Крузенштерном был назначен главой экспедиции.
За месяц до отправления в поход, 10 июля 1803 года, Резанов был награждён орденом Св. Анны 1-й степени; ему был также присвоен титул камергера двора Его Величества.

### Резанов и Крузенштерн

Кенотаф, установленный в центре Красноярска в память об Н. П. Рязанове в августе 2007 года

Крузенштерн не был официально уве́домлен о широте полномочий Резанова. Вопрос, сообщил ли ему Николай Петрович о своем начальстве сразу или же только в Бразилии, остаётся до сих пор открытым. Существует письмо Крузенштерна, адресованное правлению РАК, со словами:
…ежели бы угодно было Главному Правлению лишить меня команды всей Експедиции, то… быв подчинён Резанову, полезным быть не могу, бесполезным быть не хочу…
По мнению Л. М. Свердлова, Резанов по прибытии на «Надежду» не представился официально, да и не мог этого сделать: сделай он это, и экспедиция не состоялась бы. Дневник помощника Крузенштерна лейтенанта Макара Ратманова подтверждает, что по прибытии на «Надежду» Резанов официально о своих полномочиях не сообщил, а сделал это под сильнейшим нажимом лишь 10 месяцев спустя, после отбытия из Европы, когда у Крузенштерна уже не было возможности запросить подтверждение из Петербурга.
Сам Резанов впоследствии утверждал, что представился сразу, однако в разных случаях описывал это представление по-разному. Недоразумения начались уже при погрузке. «Надежда» была всего длиной 35 метров, и свита, полагавшаяся послу, сильно стеснила команду. Более того, Резанову и Крузенштерну пришлось жить в одной каюте (6 м2). Корабли отплыли из Кронштадта 26 июля 1803 года в 10 часов утра и в ноябре пересекли экватор, а Рождество встретили у берегов Бразилии.
Во время экспедиции Резанов и Крузенштерн так рассорились, что общались только с помощью записок. После очередного скандала Резанов закрылся в каюте и больше её не покидал до самого прибытия в Петропавловск. Здесь Резанов написал жалобу правителю Камчатской области Павлу Ивановичу Кошелеву на взбунтовавшийся экипаж и потребовал казни Крузенштерна. Крузенштерн согласился пойти под суд, но незамедлительно, до окончания экспедиции, срывая тем самым миссию Резанова. Генерал-губернатору с большим трудом удалось их помирить.
По версии записок Резанова, 8 августа 1804 года Крузенштерн и все офицеры пришли на квартиру Резанова в полной форме и извинились за свои проступки. Резанов согласился продолжить плавание в том же составе. Однако записки Резанова — единственный источник, который упоминает о покаянии Крузенштерна. Ни в дневниках и письмах других участников экспедиции, ни в письмах Кошелева, ни в записках служащих РАК, сопровождавших Резанова, об этом нет ни слова. Из письма же Крузенштерна Президенту Академии наук Николаю Николаевичу Новосильцеву следует, что, возможно, не Крузенштерн и все офицеры публично извинялись перед Резановым, а Резанов публично извинялся перед Крузенштерном.
Его превосходительство господин Резанов в присутствии областного коменданта и более десяти офицеров называл меня бунтовщиком, разбойником, казнь определил мне на эшафоте, другим угрожал вечною ссылкою в Камчатку. Признаюсь, я боялся. Как бы Государь ни был справедлив, но, будучи от него в тринадцати тысячах вёрст, я всего от господина Резанова ожидать мог, ежели бы и областной командир взял сторону его. Но нет, сие не есть правило честного Кошелева, он не брал ни которую. Единым лишь своим присутствием, благоразумием, справедливостью доставил мне свободное дыхание, и я уже был уверен, что не ввергнусь в самовластие господина Резанова. После вышеупомянутых ругательств, которые повторить даже больно, отдавал я ему шпагу. Господин Резанов не принял её. Я просил, чтоб сковать меня в железы, и как он говорит, «яко криминальнаго преступника» отослать для суда в С.-Петербург. Я письменно представлял ему, что уже такого рода люди, как назвал он меня, — государевым кораблем командовать не могут. Он ничего сего слышать не хотел, говорил, что едет в С.-Петербург для присылки из Сената судей, а я чтоб тлел на Камчатке; но когда и областной комендант представил ему, что моё требование справедливо, и что я не должен быть сменён, тогда переменилась сцена. Он пожелал со мною мириться и идти в Японию.
Сначала с презрением отвергнул я предложение его; но, сообразив обстоятельства, согласился… Экспедиция сия есть первое предприятие сего рода Россиян; должна-ли бы она рушиться от несогласия двух частных лиц?.. Пусть виноват кто бы такой из нас не был, но вина обратилась бы на лицо всей России. И так, имев сии побудительные причины и имея свидетелем ко всему произошедшему его превосходительства Павла Ивановича (Кошелева), хотя против чувств моих, согласился помириться; но с тем, чтоб он при всех просил у меня прощения, чтоб в оправдание моё испросил у Государя прощение, что обнёс меня невинно. — Я должен был требовать сего, ибо обида сия касалась не до одного меня, а пала на лицо всех офицеров и к бесчестию флага, под которым имеем честь служить. Резанов был на всё согласен, даже просил меня написать всё, что только мне угодно: он всё подпишет. Конечно, он знал сердце моё, он знал, что я не возьму того письменно, в чём он клялся в присутствии многих своей честью. На сих условиях я помирился…

### Резанов в Японии

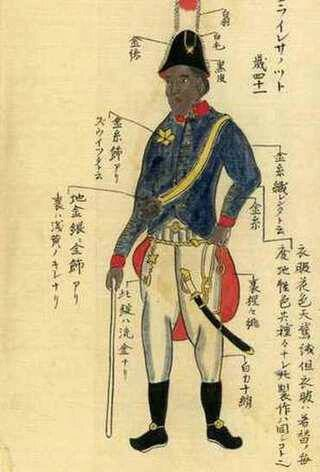
Японский портрет Н.П. Резанова. Иллюстрация книги «Удивительные сведения об окружающих землю морях»

Взяв у генерал-губернатора почётный караул (2 офицера, барабанщик, 5 солдат) для посла, «Надежда» поплыла в Японию («Нева» — на Аляску). Корабль прибыл в город Нагасаки 26 сентября 1804 года. Остров Дэдзима служил в то время единственным окном для взаимодействия японцев с западным миром (см. сакоку). Русским в гавань японцы запретили входить, и Крузенштерн бросил якорь в заливе. Самому Резанову разрешили сойти на берег, предоставили отличное жильё, но за его пределы выходить было нельзя, и никого к нему не пускали. Велели ждать ответа от императора. Любую еду доставляли по первому требованию, денег не брали. Так продолжалось полгода. В марте прибыл сановник с ответом императора. В ответе было сказано, что посольство он принять не может и торговать с Россией не желает. Вернул назад все подарки и потребовал, чтобы корабль покинул Японию.
Резанов не сдержался, наговорил сановнику дерзостей и потребовал всё это перевести. Договор с Японией заключить не удалось, и экспедиция вернулась в Петропавловск. Вот как описывает этот эпизод Чехов в книге «Остров Сахалин»:

Посол Резанов, уполномоченный заключить торговый союз с Японией, должен был также ещё «приобрести остров Сахалин, не зависимый ни от китайцев, ни от японцев». Вел он себя крайне бестактно. /…/ Если верить Крузенштерну, то Резанову на аудиенции было отказано даже в стуле, не позволили ему иметь при себе шпагу и «в рассуждении нетерпимости» он был даже без обуви. И это — посол, русский вельможа! Кажется, трудно меньше проявить достоинства. Потерпевши полное фиаско, Резанов захотел мстить японцам. Он приказал морскому офицеру Хвостову попугать сахалинских японцев, и приказ этот был отдан не совсем в обычном порядке, как-то криво: в запечатанном конверте, с непременным условием вскрыть и прочитать лишь по прибытии на место.
— Антон Павлович Чехов

### Американский период

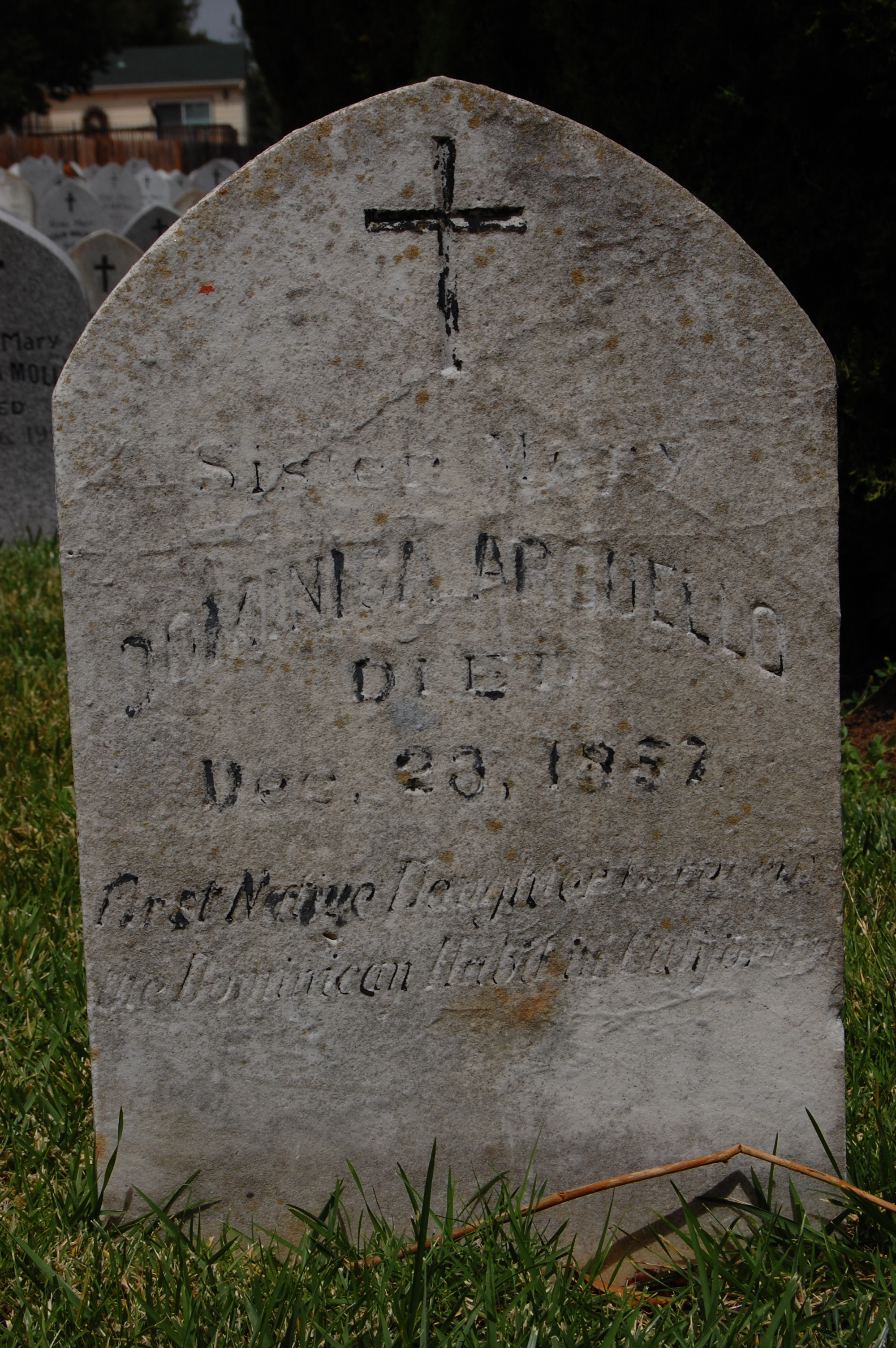
Могила Консепсьон Аргуэльо (Кончиты) возле Сан-Франциско

В Петропавловске Резанов узнал, что Крузенштерна наградили орденом Св. Анны II степени, а ему пожаловали только табакерку, осыпанную бриллиантами и освободили от дальнейшего участия в первой кругосветной экспедиции, приказав провести инспекцию русских поселений на Аляске.
Прибыв в Ново-Архангельск, Резанов застал русскую колонию в ужасном состоянии. Поселенцы просто вымирали с голоду, так как продукты им доставлялись через всю Сибирь в Охотск, далее морем. На это уходили месяцы, и они приходили испорченными.
Резанов купил у американского торговца Джона ДеВольфа судно «Юнона», полное продуктов, и отдал их поселенцам. Но до весны этих продуктов не хватило бы, поэтому Резанов приказал построить ещё одно судно, «Авось». После постройки отправил эти два судна на юг, в Калифорнию, за продуктами и чтобы установить торговые отношения с испанцами, которым в то время принадлежала Калифорния.
В марте 1806 года «Юнона» пришвартовалась в заливе Сан-Франциско. Испания была союзницей Наполеона, и поэтому отношения с русскими не приветствовались. Но Резанов за шесть недель пребывания совершенно покорил губернатора Верхней Калифорнии Хосе Арильягу и коменданта форта Сан-Франциско Хосе Дарио Аргуэльо.
В это время он познакомился с пятнадцатилетней Консепсьон Аргуэльо (Кончитой) — дочерью коменданта Сан-Франциско, что стало основой сюжета поэмы «Авось» поэта Андрея Андреевича Вознесенского. Через некоторое время он сделал ей предложение руки и сердца. Ему было 42 года.
Как следует из его докладов, он не выглядел человеком, потерявшим голову от любви. Корабельный врач считал, что у него какие-то дипломатические виды.
Свидетели событий считали, что и со стороны Кончиты было больше расчёта, чем страсти. Резанов постоянно внушал ей мысль о шикарной жизни в России при императорском дворе. И вскоре она только и мечтала стать женой русского камергера. Родители возили её на исповедь, убеждали к отказу, но решимость её в конце концов всех успокоила. И решили оставить решение за римским престолом, но согласились помолвить молодых.
После этого на «Юнону» стали привозить продукты в таком количестве, что некуда было уже грузить.

### Смерть
Сразу после обручения Резанов отправился назад. Он рассчитывал просить ходатайства императора перед папой Римским о согласии на брак. По его расчётам, на это должно было уйти два года. Кончита заверила его, что будет ждать.
11 июня 1806 года Резанов покинул Калифорнию, увозя для русской колонии на Аляске 2156 пудов пшеницы, 351 пуд ячменя, 560 пудов бобовых. Через месяц корабли прибыли в Ново-Архангельск.
Перед отъездом в Петербург Резанов оставил инструкцию Главному правителю русских колоний в Америке Александру Андреевичу Баранову с идеей создания аграрного поселения в Северной Калифорнии для снабжения Аляски продовольствием. Такое поселение, Росс, было основано в 1812 году и просуществовало до 1841 года. 
В сентябре 1806 года Резанов добрался до Охотска. Начиналась осенняя распутица, и ехать дальше было нельзя. Но он отправился по «многотрудному пути верховою ездою». Перебираясь через реки, из-за тонкого льда несколько раз падал в воду. Несколько ночей пришлось провести прямо на снегу. В итоге простудился и пролежал в горячке и беспамятстве 12 дней. Как только очнулся, снова пустился в путь.
По дороге потерял сознание, упал с лошади и сильно ударился головой. Его довезли до Красноярска, где 1 марта 1807 года он умер. Резанов был похоронен 13 марта на кладбище Воскресенского собора.
Кончита осталась верна Резанову. Согласно легенде, она больше года ходила каждое утро на мыс, садилась на камни и смотрела на океан.
Сейчас на этом месте опора моста «Золотые ворота». В 1808 году она узнала о смерти Резанова из письма А. А. Баранова, посланного её отцу. Однако выйти замуж больше не пыталась. В конце жизни ушла в монастырь, где умерла в 1857 году. Похоронена недалеко от Сан-Франциско, в Бенисии, на кладбище ордена доминиканцев.

## Память
На могиле Резанова 16 августа 1831 года был установлен гранитный памятник с надписью:

«Лета 1831 августа 16-го дня воздвигнут сей памятник иждивением Российско-Американской компании в ознаменование незабвенных заслуг оказанных ей действительным камергером Николаем Петровичем Резановым, который возвращаясь из Америки в Россию, скончался в Красноярске 1 марта 1807 года, а погребен 13-го числа того же месяца».

В начале 1960-х годов Воскресенский собор был разрушен, а могила командора Резанова утеряна. По некоторым сведениям, останки Резанова были перезахоронены на Троицком кладбище Красноярска.

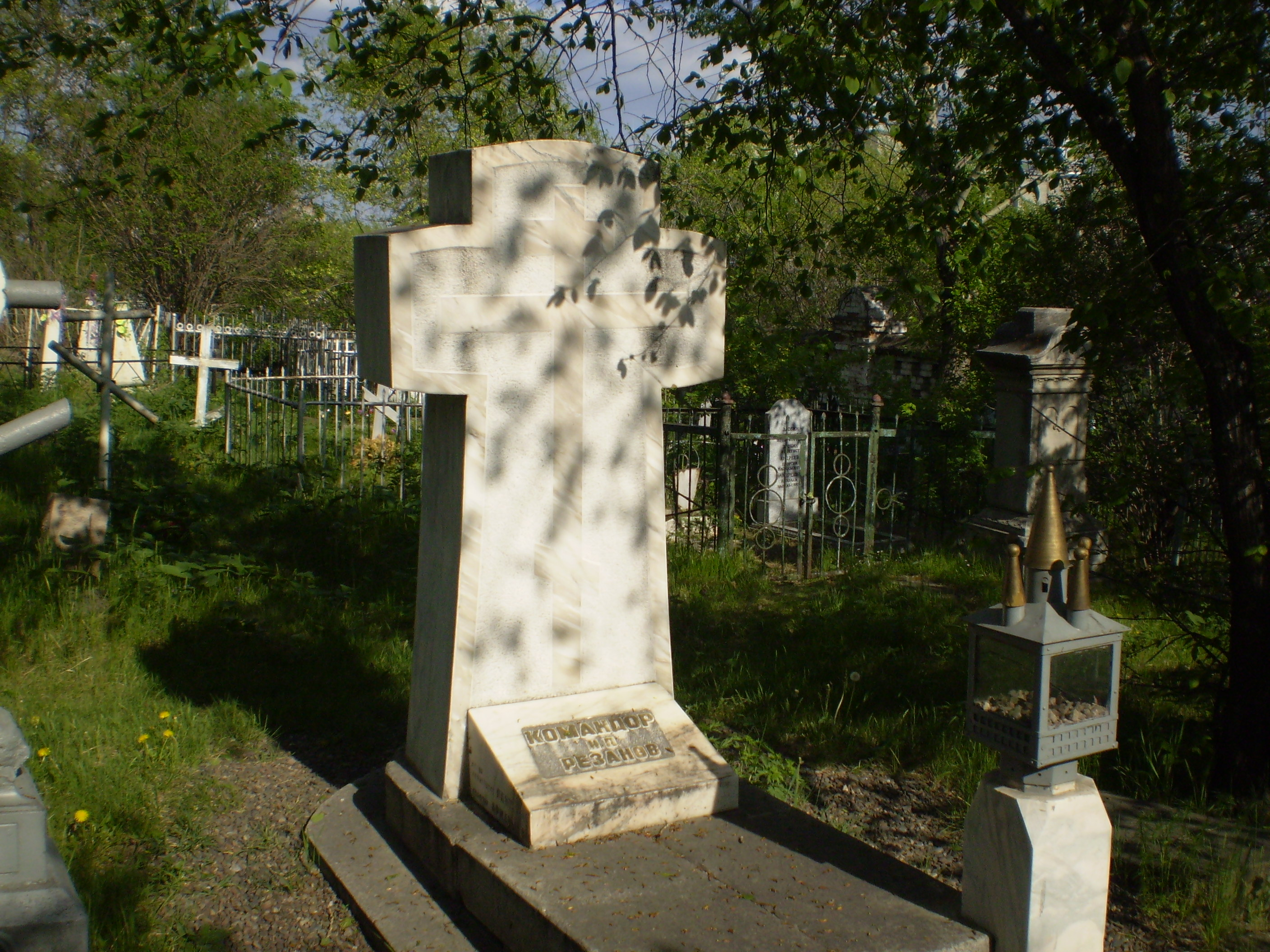
Памятник на предполагаемом месте захоронения Резанова на Троицком кладбище

В 2000 году в Красноярске на предполагаемом месте захоронения Резанова на Троицком кладбище поставили памятник — белый крест, на одной стороне которого написано «Камергер Николай Петрович Резанов. 1764—1807. Я тебя никогда не увижу», а на другой — «Мария де ла Консепсьон Марцела Аргуэлло. 1791—1857. Я тебя никогда не забуду». Шериф города Монтерей развеял над могилой горсть земли с могилы Кончиты. Обратно увёз горсть красноярской земли — для Кончиты.
В августе 2007 года на площади Мира был создан мемориальный комплекс Резанову (авторы Андрей Касаткин и Константин Зинич), включающий в себя памятник и кенотаф — копию надгробного памятника.
В честь Н. П. Резанова назван (название на карты наносится с искажением фамилии) мыс в Японском море (мыс Рязанова; Японское море, залив Петра Великого, мыс обследован в 1862—1863 гг. экспедицией В. М. Бабкина, тогда же присвоено название).

## Образ командора Резанова в культуре

Памятник Резанову в Красноярске. Установлен в 2007 году

Американский прозаик Фрэнсис Брет Гарт написал стихотворение «Консепсьон де Аргуэльо», в котором Резанов упоминается как «Count von Resanoff, the Russian, envoy of the mighty Czar».
Является прообразом героя лирико-драматической поэмы «Авось» поэта Андрея Вознесенского. Поэма послужила литературной основой для рок-оперы «„Юнона“ и „Авось“» композитора Алексея Рыбникова и снятых по ней телефильмов (в главной роли — Николай Караченцов). Образ Резанова в данных художественных произведениях значительно романтизирован.
Николай Резанов также фигурирует в повести советского детского писателя Борислава Печникова «Ключ камергера» и в романе детского писателя Владислава Крапивина «Хронометр», входящем в трилогию «Острова и капитаны». Резанов фигурирует в историческом романе Ивана Кратта «Великий Океан». Резанову посвящён рассказ Валентина Пикуля «Резановский мавзолей». Он присутствует и в романе Константина Бадигина «Ключи от заколдованного замка», где описывается история освоения русскими Аляски и взаимоотношения с Крузенштерном (в версии Резанова).
Историческая повесть Юрия Качаева «…И гневается океан» (1977) описывает мужество русских мореходов, первооткрывателей Аляски. В центре повествования — фигура Н. П. Резанова, главного ревизора Российско-американской торговой компании и его взаимоотношения с Кончитой.
Исторический роман Максима Алексашина «Юнона» и «Авось» (М.: Вече, 2014), заключительный роман дилогии автора «Шаги за горизонт», рассказывает о жизни Резанова. В результате работы в отечественных и зарубежных архивах писателю удалось собрать материал, дающий представление об истории событий, связанных с кораблями «Юнона» и «Авось» и судьбой их капитанов.
Упоминается в романе А. Иличевского «Перс».